# Amahai Airport
Amahai Airport är en flygplats i Indonesien.   Den ligger i provinsen Moluckerna, i den östra delen av landet, 2 500 km öster om huvudstaden Jakarta. Amahai Airport ligger 10 meter över havet.
Terrängen runt Amahai Airport är platt norrut, men åt nordost är den kuperad. Havet är nära Amahai Airport åt sydväst. Runt Amahai Airport är det ganska tätbefolkat, med 104 invånare per kvadratkilometer. Närmaste större samhälle är Masohi, 1,1 km nordväst om Amahai Airport. 